# 约翰·勒韦尔林
约翰·安东尼·勒韦尔林（John Anthony Llewellyn，1933年4月22日—）是英國威爾斯出身的美国国家航空航天局宇航员，执行过STS-5任务。